# Herman Flesche
Herman Flesche (* 21. Oktober 1886 in Rheinbrohl; † 4. Januar 1972 in Braunschweig) war ein deutscher Architekt, Maler, Kunsthistoriker und Schriftsteller.

## Leben
Flesche studierte von 1906 bis 1908 Kunstgeschichte und anschließend bis 1913 Architektur an der Technischen Hochschule Braunschweig. In den Jahren von 1914 bis 1918 nahm er als Soldat am Ersten Weltkrieg teil. 1919 wurde er zum Dr.-Ing. promoviert und arbeitete als wissenschaftlicher Assistent am Lehrstuhl für Baukonstruktion an der Technischen Hochschule Braunschweig. Während seiner Tätigkeit als Stadtbaumeister von 1919 bis 1924 habilitierte er sich im Jahr 1921. Er wurde 1924 ordentlicher Professor am Fachbereich Architektur der Hochschule. Seit 1949 war er ordentliches Mitglied der Braunschweigischen Wissenschaftlichen Gesellschaft.
1953 beteiligte er sich in der DDR mit einem Ölgemälde an der 3. Deutschen Kunstausstellung in Dresden.

### Siedlungsbau und Altstadtsanierung
Flesche entwarf ab 1920 das Braunschweiger Siegfriedviertel und in den Jahren von 1921 bis 1932 die Siedlung Lehndorf. Er leitete von 1933 bis 1939 die von ihm 1932 initiierte Altstadtsanierung. Die schlechten hygienischen Verhältnisse in den engen mittelalterlichen Fachwerkhäusern der Braunschweiger Innenstadt erforderten eine Sanierung, zu der Flesche schon in den 1920er Jahren Pläne entworfen hatte. Erst unter dem nationalsozialistischen Regime wurde die Sanierung unter Flesches ehrenamtlicher Leitung umgesetzt. Die Arbeiten wurden vor allem in der Neustadt durchgeführt, wobei Verlust des alten Wohnraumes den Umzug vieler Bewohner in die neuen Siedlungen wie Lehndorf zur Folge hatte. Die Sanierungsarbeiten wurden bald nach Kriegsbeginn 1939 eingestellt. Während des Bombenangriffs vom 15. Oktober 1944 wurde die Braunschweiger Altstadt nahezu völlig zerstört.
Flesche trat zum 1. Mai 1933 der NSDAP bei (Mitgliedsnummer 2.802.696). Er wurde 1946 suspendiert, später aber wieder als Hochschullehrer zugelassen. Von 1946 bis 1952 war er sachverständiges Mitglied des Städtischen Planungsausschusses.
Er wurde 1954 emeritiert und starb 1972 in Braunschweig. Dort ist der Flescheweg nach ihm benannt.

### Werke

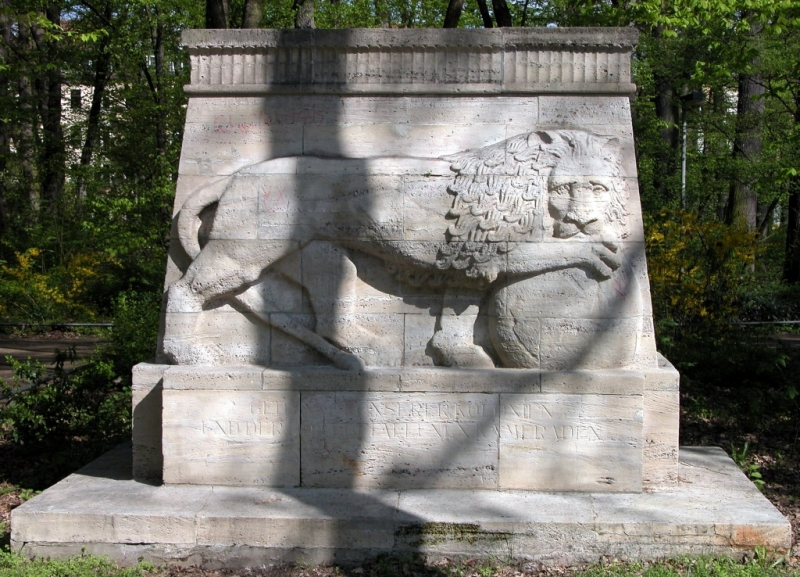
Kolonialdenkmal

Flesche erbaute in Braunschweig von 1926 bis 1927 die Öffentliche Bücherei und im Jahre 1937 die Kaufmännische Berufsschule Alte Waage. Er entwarf mehrere Grabstätten und Denkmäler, so das 1925 errichtete Braunschweiger Kolonialdenkmal. Das während des Zweiten Weltkriegs zerstörte Achtermannsche Haus baute er von 1947 bis 1949 wieder auf.
Als autodidaktischer Maler war er Vorsitzender des Bundes Bildender Künstler. Flesches Werke sind auch im Braunschweiger Städtischen Museum ausgestellt.
Ehrungen
- Großes Verdienstkreuz der Bundesrepublik Deutschland